# Gynautocera papilionaria
Gynautocera papilionaria es una polilla de la familia Zygaenidae. Se encuentra en el sudeste asiático, incluyendo el norte de la India, Tailandia, Laos, Assam, Birmania, Vietnam, Tonkín, Hainan, Sumatra, Java, Lombok, Célebes, Amboina, Buru y Bacan. Se han registrado larvas en Litsea monopetala.

## Descripción
Su envergadura es de unos 72 milímetros. Es una especie que vuela durante el día.